# Glenea subabbreviata
Glenea subabbreviata là một loài bọ cánh cứng trong họ Cerambycidae.